# Malene Mortensen

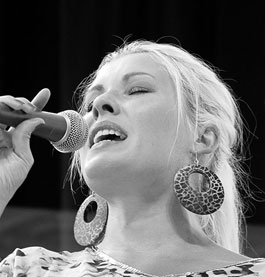
Malene Mortensen

Malene Winther Mortensen (23 de maio de 1982), é uma cantora dinamarquesa. 

## Biografia
Maleno nasceu e cresceu num ambiente musical, visto os seus progenitores estarem ligados à música. O seu pai Jens Winther é trompetista e compositor e a sua mãe, Karen Mortensen, professora de música.

### Carreira musical
Dos 11 aos 16 anos cantou no Coro Infantil da Real Academia de Música Dinamarquesa.
Aos 12 anos, Malene era a vocalista da banda de rock infantil "Rocking Rabbits", liderada pela cantora de blues Chaeg. 
Posteriormente, fez a sua primeira apresentação na cena musical do seu país em 2001, durante a primeira sessão do programa "Stjerne for en aften", uma espécie de Chuva de Estrelas. Malene fê-lo com uma interpretação de uma canção de Moloko, "Sing it back". No ano seguinte, Malene entrou no Dansk Melodi Grand Prix. Apesar de a sua canção "Vis mig hvem du er" ter ganho a final na Dinamarca, a verdade é que a sua versão em inglês "Tell Me Who You Are" foi um enorme fracasso no Festival Eurovisão da Canção, terminando em 24.º e último lugar, tendo recebido apenas 7 pontos. O inesperado resultado deixou a cantou a cantora desiludida, mas a cantora não abandonou a carreira musical. Em 2003, lançou o seu álbum chamado "Paradise". Este disco, marcado pelo jazz moderno, foi apoiado por três dos melhores e mais conhecidos músicos de jazz dinamarqueses : Lan Doky (piano), Niels-Henning Ørsted Pedersen (baixo) e Alex Riel (percussão).

## Discografia
- Paradise (2003)
- Date With A Dream (2005)
- Malene (2006)
- Desperado (2007)